# PART TIMEガンジー
PART TIMEガンジー(パートタイムガンジー)は、かつてタイタンに所属していたお笑いコンビ。

## 経歴
阪田マサノブ、たくみふぢおのコンビ。阪田は、現在「劇団PUCHI-KEKA」主催の前田真ノ輔とのコンビ「Z-BEAM」を1992年に解散。その後、タイタンに移籍した1993年には「ジバ（後にPART TIMEガンジーに改名）」を結成。

## メンバー
- 阪田マサノブ
- たくみふぢお